# Jungholz
Jungholz (« bois jeune » en allemand) est une commune du Tyrol autrichien, dans l'ouest du pays.

## Géographie

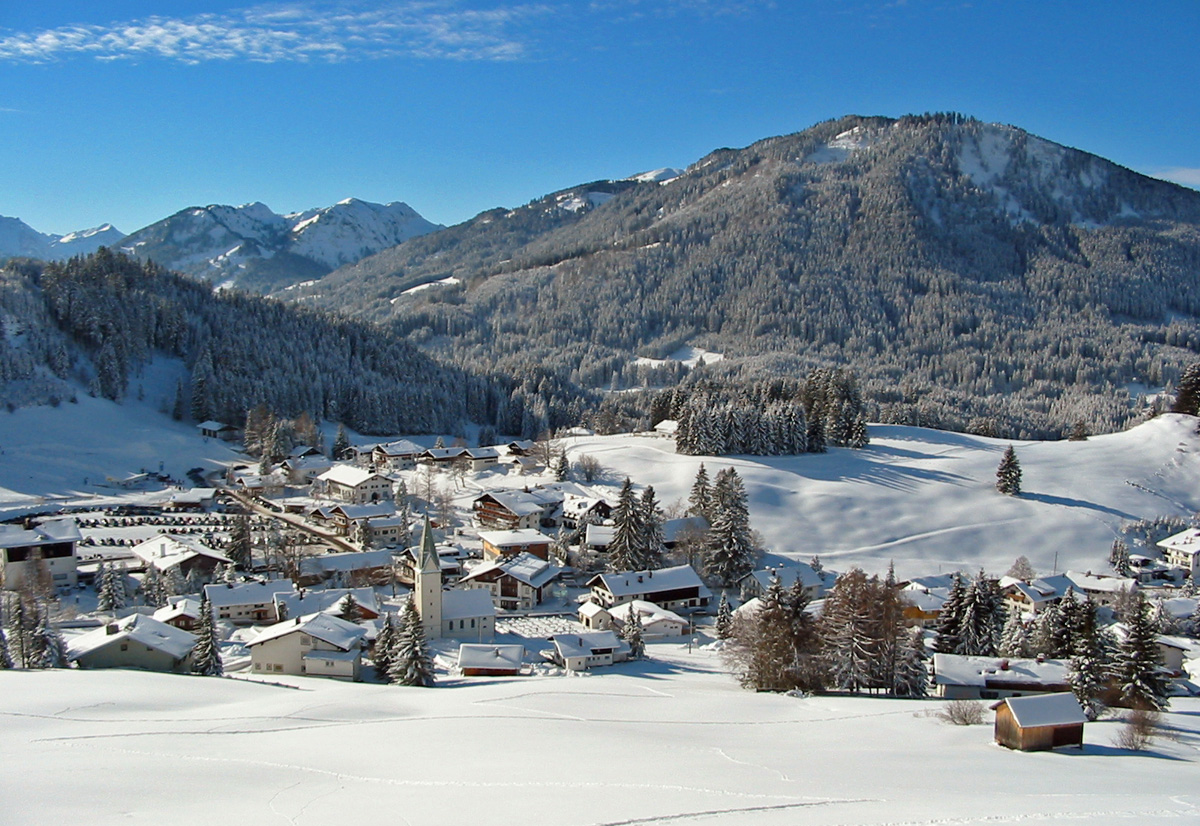
Vue générale sur Jungholz.

La commune de Jungholz, d'une superficie de 7 km2 pour 323 habitants, se situe dans une zone montagneuse, l'altitude minimale de la commune, au nord, étant 1 054 m.
Son territoire est intégralement entouré par l'Allemagne, ce qui fait de Jungholz une enclave : toutefois au sud, le sommet du Sorgschrofen qui culmine à 1 636 m d'altitude constitue un quadripoint binational, car deux segments de la frontière germano-autrichienne s'y croisent, de sorte que les versants nord et sud de ce pic sont autrichiens, tandis que les versants est et ouest sont allemands ; une grande croix en bois marque ce quadripoint.
La commune n'est accessible par route que par l'Allemagne et possède à la fois un code postal autrichien (6691) et allemand (87491). Elle fait partie du domaine douanier allemand. Plus de 50 % de la population est de nationalité allemande.

## Histoire
La première mention de la commune date d'un contrat entre un habitant de Wertach et un autre de Jungholz, signé le 24 juin 1342. La zone fut intégrée au Tyrol et le reste, malgré de nombreux problèmes frontaliers.
La définition des frontières fut établie en 1844 et 1850 entre le royaume de Bavière et l'empire d'Autriche. Un traité de douane du 3 mai 1868 lia économiquement Jungholz à la Bavière, et par la suite, lorsque celle-ci intégra l'Empire allemand, à l'Allemagne.
Avant l'introduction de l'euro, la monnaie utilisée à Jungholz était le Deutsche Mark. Après l'abolition du secret bancaire en Allemagne alors que l'Autriche en poursuivait le principe, de nombreux Allemands ouvrirent des comptes bancaires à Jungholz.
Actuellement (XXIe siècle) Jungholz tire la plupart de ses revenus du tourisme alpin.